# الصباح (جريدة تونسية)
الصباح هي جريدة يومية تونسية تصدر باللغة العربية عن دار الصباح. أسسها وأدارها الحبيب شيخ روحه، وانتقلت بعد ذلك إلى أبنائه. قبل أن يقتني منهم محمد صخر الماطري صاحب إذاعة الزيتونة أغلبية 70% من رأس مال «دار الصباح» في مارس 2009، وأصبح منذئذ رئيس مجلس إدارتها.

## تاريخها
صدر العدد الأول من الصباح يوم 1 فيفري/شباط 1951، وتوقفت منذئذ مرتين الأولى سنة 1956 على خلفية موقف صاحبها المساند للزعيم صالح بن يوسف ضد الزعيم الحبيب بورقيبة خلال فترة الصراع بين الرجلين، والثانية سنة 2000 نتيجة صعوبات مالية. يتم توزيع ما بين 70000 و78000 نسخة يوميا من الجريدة.

## وصلات خارجية
- موقع الصحيفة الرسمي